# كنغر (جنس)
جنس الكنغر (الاسم العلمي: Macropus)، هو جنس من الجرابيات يتبع فصيلة الكنغريات ضمن رتبة ثنائيات الأسنان الأمامية. يملك هذا العديد من الأنواع. هذا الجنس يشمل جميع أنواع الكناغر المعروفة في العالم والولر وبعض أنواع الولب.